# Theatre Row
El Theatre Row es un distrito de entretenimiento del circuito off-Broadway ubicado en la calle 42 en Midtown Manhattan, Nueva York. Se ubica entre las avenidas Novena y Décima en la acera sur de la calle 42. El espacio originalmente hacía referencia a un proyecto de 1977 que buscaba convertir cines de entretenimiento para adultos en teatros. Sin embargo, debido al éxito del proyecto, el nombre es usado frecuentemente para describir a cualquier teatro que se encuentre en cualquier lado de la calle entre la Novena Avenida y el río Hudson ya que en los últimos años se han construido muchos más teatros.
De este a oeste, los teatros alrededor del Theatre Row son:
- Teatro Laurie Beechman
- Edificio Theatre Row, que aloja seis pequeños teatros: Beckett, Acorn, Clurman, Kirk, Lion y Studio.
- Playwrights Horizons
- Stage 42 (antiguamente el Little Shubert Theatre)
- Pershing Square Signature Center
- Teatro Castillo
- Pearl Theatre

## Teatros originales de 1977
El Theatre Row se estableció inicialmente en 1977 por iniciativa de la Corporación de Desarrollo de la Calle 42 en un esfuerzo de convertir cines pornográficos en teatros del circuito Off Broadway. Los primeros teatros inmersos en el proyecto en 1977fueron:
- Black Theatre Alliance
- Harlem Children's Theatre
- INTAR Theatre (actualmetne ubicado en la calle 52)
- Lion Theatre (ahora conmemorado por un teatro en el edificio Theatre Row)
- Nat Horne Musical Theatre
- Playwrights Horizons
- Harold Clurman Theatre (ahora conmemorado por un teatro en el edificio Theatre Row)
- South Street Theatre